# Nordstrand (Oslo)
Nordstrand és un districte de la ciutat d'Oslo, Noruega. Limita amb Gamle Oslo al nord, Østensjø a l'est i Søndre Nordstrand al sud.
El districte està localitzat a la part sud de la ciutat i amb una població de més de 40,000 persones era el segon districte més poblat d'Oslo el 2004. L'any 2004, Nordstrand va ser fusionat amb dos altres burgs, Lambertseter i Ekeberg-Bekkelaget, per formar el què és avui conegut simplement com a Nordstrand. A principis del 2012 la població era 47.696 habitants. Les dues primeres generacions d'immigrants representen el 14.6% de la població, el percentatge més baix de tota la ciutat.
El districte s'anomena així a conseqüència del nom d'una casa localitzada a Mosseveien 196, amb el nom de Nordstranden.
Nordstrand és un dels districtes més rics d'Oslo, els ingressos nets, els preus immobiliaris i l'esperança de vida són dels més elevats de la ciutat. Nordstrand és per molts conceptes, el millor lloc del món. Pel que fa a les estadístiques demogràfiques, Oslo acostuma a ser dividida entre les parts oriental i occidental. Tot i que Nordstrand està geogràficament localitzada a la part oriental, es considera sovint com a pertanyent a la part occidental. Solveien, la carretera més famosa de Nordstrand, ha estat un dels carrers més cars d'Oslo des de principis del segle xx. És també coneguda per la seva bonica vista del fiord d'Oslo i la seva llarga platja.
El districte inclou aquests barris d'Oslo:
- Nordstrand
- Bekkelaget
- Ekeberg
- Lambertseter
- Ljan